# Šola za častnike Slovenske vojske
Šola za častnike Slovenske vojske (ŠČ) je vojaško-šolska ustanova Slovenske vojske, ki skrbi za izobraževanje novega častniškega kadra; šola je v sestavi Centra vojaških šol Slovenske vojske in od januarja 2009 se nahaja v Kadetnici Maribor.

## Zgodovina
Šola je bila ustanovljena 1. februarja 1993. Prva generacija 14 kandidatov je uspešno končala šolanje dne 27. decembra 1993.

### Prva generacija
Kandidati so poslušali naslednja predavanja: Taktika (Alojz Jehart, Marinčič, Gorazd Bartol), Vodenje in poveljevanje (Milovan Zorc), Obrambni in varnostni sistem (Marjan Fekonja), Vojaška topografija (Zvonimir Gorjup), Vojaško in vojno pravo (Savin Jogan), Vojaška psihologija (Marko Polič), Vojaška zgodovina (Janez J. Švajncer), Vojaško izrazoslovje (Tomo Korošec), Vojaška didaktika in metodika (Andrej Kocbek, Martin Kramar), Športna vzgoja (Leopold Toplak) in Pehotna oborožitev in oprema, streljanje (Dušan Sušnik).
Usposabljanje so uspešno končali: Ernest Anželj- ki je nosilec diplome z zaporedno številko I/1, Andrej Cafuta, Alfonz Cugmas, Zoran Dernovšek, Iztok Gregorčič, Rok Kosirnik, Drago Martinčič, Peter Levstek, Miran Nemec, Božidar Njavro, Tomaž Pavlič, Boris Rezo, Slavko Vozel in Tomaž Teran.

## Poveljstvo
Načelniki
- polkovnik Mojca Pešec (29. junij 2011[2] - )
- polkovnik Jožef Murko (? - 29. junij 2011[2])
- polkovnik Vojteh Mihevc (2003 - ?)
- podpolkovnik Venčeslav Ogrinc (2002-2003)
- polkovnik Tomaž Porš (2002)
- polkovnik Radovan Lukman
- major Vojko Obrulj
- podpolkovnik David Humar
- polkovnik Bojan Potočnik
- major Mitja Miklavec

## Organizacija
- poveljstvo
- oddelek za izobraževanje in usposabljanje stalne sestave Slovenske vojske (OIUSS)
- šola za častnike vojnih enot Slovenske vojske